# Zusatzweiterbildung Handchirurgie
Die Zusatzweiterbildung Handchirurgie ist eine in der Musterweiterbildungsordnung der deutschen Bundesärztekammer von 2018 (MWBO) aufgeführte Zusatzweiterbildung in Transplantationsmedizin für Fachärzte für Allgemeinchirurgie, Kinder- und Jugendchirurgie, Orthopädie und Unfallchirurgie oder Plastische, Rekonstruktive und Ästhetische Chirurgie.

## Definition
Die Zusatzweiterbildung Handchirurgie umfasst in Ergänzung zu einer Facharztkompetenz die Vorbeugung, Erkennung, operative und nicht operative Behandlung, Nachsorge und Rehabilitation von Erkrankungen, Verletzungen, Fehlbildungen und Tumoren sowie die Rekonstruktion nach Erkrankungen oder Verletzungen der Hand und des distalen Unterarms.

## Mindestanforderung
Um die Zusatzbezeichnung Handchirurgie führen zu dürfen, müssen Ärzte
- über die Facharztanerkennung in Allgemeinchirurgie, Kinder- und Jugendchirurgie, Orthopädie- und Unfallchirurgie oder Plastische, Rekonstruktive und Ästhetische Chirurgie verfügen

und zusätzlich
- 24 Monate Handchirurgie in einer zugelassenen Weiterbildungsstätten absolvieren.[1]

Bei der Anmeldung zur Weiterbildungsprüfung müssen der zuständigen Ärztekammer sämtliche Nachweise über die erfüllten Mindestanforderungen vorgelegt werden. Dazu gehören auch die Logbuch-Dokumentationen über alle durch die MWBO vorgegebenen Inhalte der Weiterbildung.

## Inhalte der Weiterbildung
Bei der Weiterbildungsprüfung muss man darlegen können, dass man Kenntnisse, Erfahrungen und Fertigkeiten unter anderem in folgenden Bereichen erlangt hat:
- Handchirurgische Notfallmaßnahmen bei komplexen Handverletzungen
- Amputationen an Hand und Unterarm
- Konservative und operative Behandlungen bei Infektionen der Sehnen und Gelenke der Hand
- Eingriffe bei chronisch entzündlichen Erkrankungen, z. B. Tenosynovialektomien, Gelenksynovialektomien und Sehnenrekonstruktionen bei Rheuma
- Tumorresektionen bei Weichteiltumore, Knochentumoren, tumorähnlichem Läsionen, z. B. Ganglion
- Konservative Frakturbehandlungen und Luxationsbehandlungen
- Diagnostische Nervenblockaden an Gelenken
- Repositionen, Fixierung, Osteosynthesen, Osteotomien
- Pseudarthrosenbehandlung, Knochentransplantationen
- Naht und Rekonstruktionen der Bänder
- Denervierungen
- Arthrolysen, Arthroplastiken, Arthrodesen, Arthroskopien
- Nerven-Wiederhestellung und -Rekonstruktion
- Neurolysen und Neuromresektionen, z. B. bei Komoressionssyndromen
- Operative Eingriffe an Haut- und Weichteilmantel der Haut
- Sehnen-Operationen
- Prävention, Rehabilitation und Nachsorge
  - Maßnahmen zur Vermeidung von Kontrakturen und Bewegungsstörungen nach Verletzungen, bei degenerativen Veränderungen und bei komplexen regionalen Schmerzsyndromen
  - Indikationsstellung, Planung und Überwachung physikalischer Therapiemaßnahmen, z. B. bei komplexen regionalen Schmerzsyndromen
  - Indikationsstellung, Planung und Überwachung der Rehabilitation und Nachsorge bei Verletzungen und Erkrankungen der Hand.[1]

Die Inhalte der Musterweiterbildungsordnung sind allerdings nur eine Empfehlung für die rechtsverbindlichen Weiterbildungsordnungen der Landesärztekammern, die hiervon abweichende Regelungen treffen können.